# Alstonia
Alstonia é um género botânico pertencente à família Apocynaceae. É também chamado de alstônia.
De diversas regiões do mundo, algumas espécies do gênero são exploradas por sua madeira e por frutos comestíveis. 